# Териберские ГЭС
Териберские гидроэлектростанции (Териберский каскад) — каскад ГЭС на реке Териберка в Мурманской области. Административно входят в Серебрянские ГЭС.

## Характеристика
Река Териберка вытекает из озера Венчья-Вер и впадает в Териберскую губу Баренцева моря.
Длина реки 127 км, падение 267 м, площадь водосбора 2030 км². Каскад ГЭС на Териберке включает в себя 2 электростанции — Верхнетериберскую и Нижнетериберскую. Строительство каскада ГЭС началось в 1976, закончилось в 1990.
Териберские ГЭС входят в состав ОАО «ТГК-1». Себестоимость 1 кВт·ч электроэнергии на ГЭС Териберского и Серебрянского каскадов в 2001 — 9,5 коп.
Мощность всех ГЭС каскада — 156,5 МВт, среднегодовая выработка — 290 млн кВт·ч.
Териберские ГЭС спроектированы институтом «Ленгидропроект».

## Состав
| Наименование ГЭС                               | Год пуска | Мощность, МВт | Количество турбин | Водохранилище                   |
| ---------------------------------------------- | --------- | ------------- | ----------------- | ------------------------------- |
| ГЭС-18 Верхне-Териберская ГЭС (река Териберка) | 1984      | 130           | 1                 | Верхнетериберское водохранилище |
| ГЭС-19 Нижне-Териберская ГЭС (река Териберка)  | 1987      | 26,5          | 1                 | Нижнетериберское водохранилище  |